# Sidewinder (cómic)
Sidewinder —Crótalo en España— es el nombre de 3 personajes ficticios diferentes que aparecen en los cómics estadounidenses publicados por Marvel Comics. El Sidewinder original, Seth Voelker, apareció por primera vez en Marvel Two-in-One #64 (junio de 1980), creado por los escritores Mark Gruenwald y Ralph Macchio. Un segundo Sidewinder apareció en 1998, pero fue asesinado durante su intento de infiltrarse en S.H.I.E.L.D. Un tercer Sidewinder, Gregory Bryan, recibió poderes similares a los del Sidewinder original de Brand Corporation.
Seth Voelker comenzó como profesor de economía antes de que la Compañía de Energía Roxxon lo mutara químicamente y le diera el poder de teletransportarse, comenzando su carrera criminal como Sidewinder. Inicialmente trabajó como secuaz contratado junto a la Anaconda, Death Adder y la Mamba Negra. Más tarde él organizó la Sociedad Serpiente, un grupo de criminales a sueldo con temática de serpientes, y la Sociedad funcionaba como un sindicato. En un momento, Sidewinder fue destituido como líder por Viper ya que varios miembros de la Sociedad se habían infiltrado en el grupo para ayudar a Viper desde dentro. Mientras Viper fue derrotada, Sidewinder decidió abandonar la Sociedad y Rey Cobra tomó el control de la Sociedad Serpiente. Más tarde él deja de ser un criminal.
El tercer Sidewinder, Gregory Bryan, recibió sus poderes de Brand Corporation y más tarde se convirtió en miembro de la Sociedad Serpiente. Más tarde se convirtió en miembro de Soluciones Serpiente cuando se reorganizó la Sociedad.
El Seth Voelker de Sidewinder Hizo su debut en el Universo cinematográfico de Marvel para Captain America: Brave New World (2025), interpretado por Giancarlo Esposito.

## Historial de publicaciones
El Sidewinder original, Seth Voelker, apareció por primera vez en Marvel Two-in-One #64 (junio de 1980), creado por los escritores Mark Gruenwald y Ralph Macchio.

## Biografía ficticia

### Seth Voelker
Seth Voelker nació en Kenosha, Wisconsin y creció hasta convertirse en profesor de economía. No logró ser titular y fue contratado por la Compañía de Energía Roxxon como analista económico. El descubrió sus planes criminales y le permitieron solicitar una alteración mutagénica.Como el criminal profesional Sidewinder, originalmente fue contratado por Roxxon para recuperar la Corona Serpiente. Junto con la tercera encarnación del Escuadrón Serpiente, Sidewinder pudo devolverle la corona al presidente de la compañía, Hugh Jones, después de una batalla con Thing, Stingray, Triton y la Bruja Escarlata.Sin embargo, después de trabajar para Roxxon, decidió formar su propia organización criminal, la Sociedad Serpiente. El organizó la Sociedad Serpiente, realizó pruebas de iniciación y contactó con clientes potenciales. En la primera misión de la Sociedad, Sidewinder los envió a matar a M.O.D.O.K. en nombre de A.I.M.Con la capacidad de teletransportarse, Sidewinder prometió a sus reclutas que nunca serían encarcelados. Esto atrajo a varios villanos con temática de serpientes, y la Sociedad Serpiente tuvo bastante éxito, para frustración del Capitán América. El también tuvo una relación romántica con Mamba Negra.
En la siguiente misión de la Sociedad Serpiente, Sidewinder los envió contra el Capitán América, y Sidewinder los liberó de prisión después de su captura.El envío a la Sociedad a cazar a la Plaga que había asesinado a Death Adder.Más tarde, Sidewinder rescató a Black Racer, Copperhead, Fer-de-Lance y Puff Adder de la cárcel y los reclutó en la Sociedad Serpiente.
Sidewinder fue traicionado por su organización después de que Viper se infiltrara en el grupo. Después de ser envenenado, el fue ayudado por Diamondback y los dos sobrevivieron.Luego él liberó a Diamondback y Nomad de la custodia de la Comisión.Con Diamondback, robó un artefacto del Señor Jip en nombre de los clientes Ghaur y Llyra.El rescató a Diamondback de la ejecución por parte de la Sociedad Serpiente. El ayudó a Mamba Negra y Asp a escapar de las garras del Rey Cobra y huyó de las represalias del Rey Cobra.Más tarde, Sidewinder intentó sin éxito hacer las paces con Rey Cobra liberándolo de la Bóveda.
Sidewinder se retiró de la villanía para permitir que el Capitán América lo ayudara a conseguir dinero para su hija que estaba enferma de cáncer.
Tiempo después, Sidewinder fue visto en una entrevista tras su retiro de la villanía.

### Infiltrado
Un nuevo Sidewinder es contratado por Death-Sting y Sharyd para infiltrarse en una estación de S.H.I.E.L.D. y recuperar la llave del zodíaco, como una de las primeras misiones de prueba. Sidewinder superó la unidad de choque neuronal, derrotó a los guardias de S.H.I.E.L.D. y se maravilló del poder de la Llave. El se teletransportó más allá del escudo eléctrico solo para ser electrocutado salvajemente, dejando solo su esqueleto atrás.

### Gregory Bryan
Gregory Bryan había sido convertido en el nuevo Sidewinder por Brand Corporation bajo las órdenes de Hugh Jones y era miembro de la Serpent Society. Después de que Gregory se fue, Cobra usó el equipo de Brand Corporation (que había sido robado durante mucho tiempo por la Sociedad Serpiente) para crear más Sidewinders.
Al ser mejorado, Sidewinder luego sacó a los otros miembros de la Sociedad Serpiente de sus celdas.Después de que el grupo capturó y encadenó al Capitán América y a Diamondback (que en realidad era una L.M.D.) en esta sede subterránea de Nueva York, la pareja escapó. Sidewinder fue noqueado por "Diamondback". S.H.I.E.L.D. después detuvo a Sidewinder y al resto de la Sociedad.
Durante la historia de Secret Invasion, Sidewinder se reincorporó a la Sociedad Serpiente. La Sociedad mantuvo como rehenes a varios civiles en un complejo en el Medio Oeste de los Estados Unidos alegando que se estaban protegiendo de los Skrulls. Sin embargo, fueron fácilmente derrotados por Nova y su nuevo Nova Corps.
Como parte del evento All-New, All-Different Marvel, Sidewinder aparece como miembro de la Sociedad Serpiente de Viper bajo su nuevo nombre de Soluciones Serpiente.
Durante la parte "Opening Salvo" de la historia de Secret Empire, Sidewinder estaba con Soluciones Serpiente en el momento en que el Barón Helmut Zemo los reclutó para unirse a su Ejército del Mal.

## Poderes y habilidades
Sidewinder posee una capa, creada por científicos del laboratorio mutagénico de Brand Corporation, filial de Roxxon, y basada en la tecnología Nth Proyector, que contiene circuitos electrónicos que permiten al usuario abrir una apertura a otra dimensión. Sidewinder activa la capa mentalmente a través de un dispositivo implantado en su cuerpo, lo que le permite viajar "de lado" a través del espacio interdimensional, llevándose consigo todo lo que cubre con su capa. Esto le permite teletransportarse hasta 50 millas (80 km) de distancia en un solo "salto". Un chip de control cibernético implantado en el cerebro de Sidewinder le permite controlarlo con precisión y activar coordenadas preprogramadas si queda noqueado o gravemente herido. Ha tomado la precaución de implantar chips localizadores en sus aliados, lo que le permitirá teletransportarse a su ubicación. Sidewinder puede teletransportar cualquier cosa que su capa pueda cubrir, hasta el tamaño y la forma aproximados de otro ser humano. La armadura de Sidewinder brinda protección contra disparos de armas pequeñas y una unidad de rebreather que le permite sobrevivir bajo el agua durante períodos prolongados.El también tiene la capacidad de emitir zarcillos de energía, a los que llama "efectos secundarios", desde su frente. No está claro si se trata de una habilidad natural o una función de su armadura.Seth Voelker no posee poderes sobrehumanos reales. Es un hábil experto financiero, planificador de negocios y estratega. El tiene un título avanzado en economía.

## Otras versiones

### Ultimate Marvel
En el universo Ultimate, Sidewinder es miembro de la pandilla llamada Serpientes Skulls. Se desempeña como teniente y amigo cercano de Diamondback. Viste un traje parecido al de un chófer y emplea a varios otros pandilleros con atuendos similares. Al igual que su homólogo principal, Sidewinder tiene la capacidad de teletransportarse.

## En otros medios
Seth Voelker / Sidewinder aparecerá en Captain America: Brave New World (2025), interpretado por Giancarlo Esposito, como el líder de la Sociedad Serpiente.